# 凍みこんにゃく
凍みこんにゃく（しみこんにゃく）は、茨城県北部の大子町を中心とする奥久慈地域（久慈川上流の地域）で作られる伝統的な食材。蒟蒻をフリーズドライしたもの。

## 概要
奥久慈地域は古くから蒟蒻芋の栽培が盛んであり、江戸時代には専売品として水戸藩の財政を支えていた。凍みこんにゃくは、茨城県北部の農家が農閑期の副業として作ってきた食材である。
凍結と解凍を繰り返した蒟蒻であり、水分が抜けてスポンジ状になっているのが特徴。凍みこんにゃく自体には味が無いが、スポンジ状になっているためダシなどを吸い込むので、味と噛みごたえのあるコリコリとした食感を楽しめる食材である。
乾燥状態を保てば長期間保存が可能であり、さまざまな調理方法で食されている。

## 歴史
江戸時代に、久慈郡天下野村（現・常陸太田市）出身の探検家・木村謙次が丹波国から製法を持ち帰ってきたと伝えられている。
かつては丹波国などでも生産されていたが、今日では茨城県北部でのみ生産されている。一時期は生産者が1人まで減っていた。2022年時点の製造者は3軒。

## 作り方
12月中旬から2月頃までの厳冬期に作られる。
畑に藁を敷き詰めて、薄切りにした蒟蒻を並べて水をかける。夜間になると気温が下がることでコンニャクが凍り、昼は日光によって凍ったコンニャクがゆっくりと解凍される。これを20日間ほど繰り返すと凍みこんにゃくの完成である。
凍みこんにゃくの表面には、筋模様が刻まれているが、これは下に敷いた藁の跡である。蒟蒻を藁の上に並べ、日々ひっくり返す作業は機械化されておらず、全て手作業で行われている。

## 料理例
さまざまな調理法があるが、煮しめが一般的である。
唐揚げ、天ぷら、フライ、グラタン、きんぴら、卵とじや吸い物の具に用いられる。
消費拡大のためピザやハンバーガーなどのメニューも考案されている。

## 氷こんにゃく
通常の蒟蒻を1日以上冷凍することで作る食材で、簡易版の凍みこんにゃくとされる。